# Rugaruga

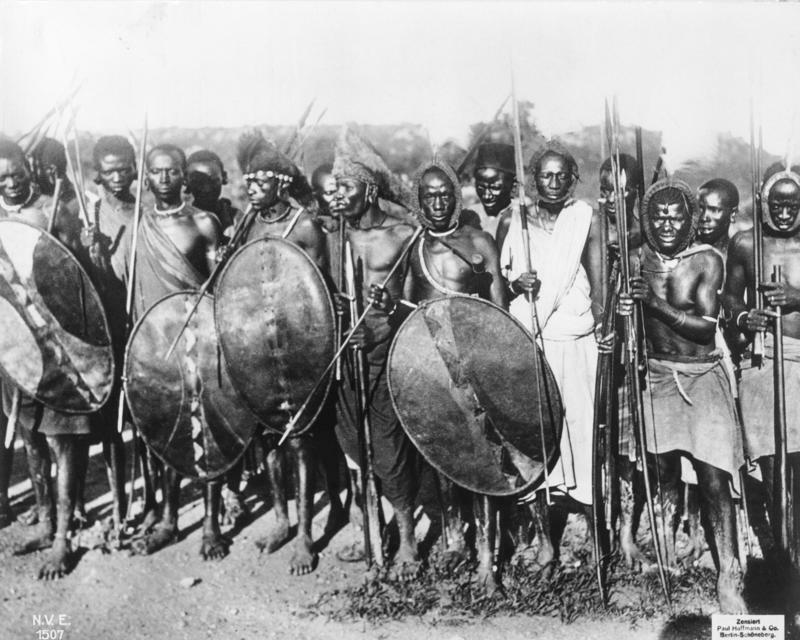
Rugaruga z ludu Nyamwezi w Niemieckiej Afryce Wschodniej (1914)

Rugaruga (także Ruga-Ruga) – nieregularne oddziały wojskowe w Afryce Wschodniej tworzone przez zachodnie siły kolonialne, służące jako najemnicy lub lokalni pomocnicy.  
Rugaruga byli najczęściej wynajmowani z plemiennych wojowników w czasie konfliktu, czym różnili się od zawodowych żołnierzy askarysów, którzy byli regularnie wynajmowani w innych regionach Afryki i byli szkoleni przez oficerów europejskich mocarstw kolonialnych.

## Historia
Termin rugaruga dla uzbrojonych strażników w karawanach i oddziałów najemników z ludu Nyamwezi sięga co najmniej 1820 roku. Rugaruga pojawili się po raz pierwszy jako pomocnicza siła Nyamwezi – wodza Mirambo, nazwanego „Napoleonem Afryki” przez Henry’ego Mortona Stanleya. Mirambo, handlarz kością słoniową i niewolnikami, zebrał milicję młodych mężczyzn bez więzi społecznych, aby bronić swoich interesów przed Arabami z wybrzeża Suahili. Jednostka ta składała się głównie z byłych niewolników lub tragarzy. Później słowo rugaruga było używane do określenia dowolnej jednostki wojsk pomocniczych w Afryce Wschodniej.
W trakcie I wojny światowej rugaruga walczyli u boku Brytyjczyków i Niemców w kampanii w Afryce Wschodniej. Oddziały askarysów Schutztruppe, siły zbrojne Niemieckiej Afryki Wschodniej pod dowództwem generała Paula von Lettow-Vorbecka, były często wspierane przez jednostki rugaruga o mniej więcej tej samej wielkości. W ten sposób rugaruga skutecznie podwoili siłę żywą niemieckich sił kolonialnych po wybuchu wojny. Ogólnie rzecz biorąc, brytyjskie War Office oszacowało, że łącznie ponad 12 000 rugaruga służyło Niemcom podczas wojny. Siły te były najbardziej widoczne na zachodnich granicach Niemieckiej Afryki Wschodniej, ze względu na fakt, że działało tam bardzo niewiele regularnych sił Schutztruppe. Ich skuteczność w walce była jednak bardzo zróżnicowana, ponieważ rugaruga często walczyli z powodów osobistych, takich jak rywalizacja plemienna oraz dla sławy i grabieży. Byli więc równie skłonni do odważnej walki, co do ucieczki i dezercji.
Kiedy Lettow-Vorbeck zaakceptował zawieszenie broni w dniu 23 listopada 1918 roku, po czterech latach walk partyzanckich i ciężkich stratach po obu stronach oraz wśród ludności cywilnej, mieszane siły rugaruga, kilku askarysów i kilku ocalałych Niemców stanowiły ostatnią jednostkę, która poddała się wojskom ententy w I wojnie światowej.